# シュレック3
『シュレック3』（原題: Shrek the Third）は、2007年のアメリカ合衆国のコンピュータアニメーション・コメディ映画。

## 概要
ウィリアム・スタイグが1990年に発表した絵本『みにくいシュレック』を原作とする。監督は長編映画監督デビューとなるクリス・ミラー、共同監督はラマン・ヒュイ。『シュレックシリーズ』の第3作で、『シュレック2』（2004年）の続編にあたる。マイク・マイヤーズ、エディ・マーフィ、キャメロン・ディアス、アントニオ・バンデラス、ルパート・エヴェレット、ジュリー・アンドリュース、ジョン・クリーズが前作から続投しているほか、新たにアーサー・ペンドラゴン役のジャスティン・ティンバーレイク、マーリン役のエリック・アイドルが参加している。ハロルド国王の死によって王位を継承したシュレックとフィオナを、チャーミング王子が打倒しようと企む。シュレックは王国になることを望まず、怪物が王にふさわしいとも思っていないため、フィオナの16歳の従兄弟であるアーサーを説得し、代わりに君臨させようと試みる。
2007年5月6日にロサンゼルスのウェストウッドにあるマン・ヴィレッジ・シアターで初公開され、1作目の公開からちょうど6年後の5月18日にパラマウント・ピクチャーズからアメリカで劇場公開された。1億6,000万ドルの制作費で8億1,300万ドルの興行収入をあげ、2007年第4位の興行収入となった。第61回英国アカデミー賞アニメーション映画賞にノミネートされた。2015年に解散したパシフィック・データ・イメージズが共同制作した『シュレックシリーズ』最後の作品となった。続編の『シュレック フォーエバー』は2010年5月に公開された。

## ストーリー
前作でカエルの姿に戻ったハロルド国王は病に伏せていた。シュレックとフィオナは遠い遠い王国に留まり、国王の代理として、毎日多くの政務に追われて忙しい日々を過ごしていた。何をやっても上手く行かず、性に合わないと思ったシュレックだったが、国王の容態は悪化し、ついには亡くなってしまう。国王は後継者にシュレックとフィオナか、フィオナの従兄弟であるアーサーを指名していた。王位に就きたくないシュレックは、アーサーを呼びにドンキーと長ぐつをはいたネコと共に船旅に出る。出航直前に、シュレックはフィオナから妊娠を告げられる。急な告白にシュレックは船の中で悪夢にうなされる羽目になる。
一方、チャーミング王子は、おとぎ話の悪役たちを唆して、悪役軍団を組織し、シュレック達に復讐するため、王権を奪取しようとする陰謀を企て、国王不在となった城を急襲する計画を立てていた。
シュレックたちの乗る船はアーサーが在学している魔法学校に着く。勉強もスポーツもダメないじめられっ子だったアーサーは王様になれると喜んでシュレックたちについていくが、帰路の途中でだんだんと責任の重さをプレッシャーを感じ、逃げ出そうとして船を難破させてしまい、魔法使いマーリンの住む庵に一行は漂着する。マーリンはアーサーが過去に父親に捨てられたのがトラウマになっていると診断した。
城のフィオナの元には、妊娠を知ったシンデレラ、白雪姫、眠れる森の美女、髪長姫などのプリンセスたちとにおとぎ話のキャラクターたちがお祝いに来ていた。そこへチャーミング率いる悪役軍団が攻め込んでくる。王妃とフィオナとプリンセスたちは、隠し扉を通って城の地下道へ逃げるが、髪長姫の裏切りによってチャーミング王子に捕まってしまった。
シュレックは父親になることを恐れている自分と、王位に就く心の準備ができないアーサーを重ねあわせ、父親に食べられそうになった過去を話し、「自分を信じればきっとなりたい自分になれる」とアーサーを励ます。そこへ、悪役軍団の手下が襲い掛かり、フィオナが捕われの身になったことを知ったシュレックたちはマーリンに頼み込んで魔法で遠い遠い王国まで飛ばしてもらう。ドンキーと長ぐつをはいたネコの心が入れ替わるトラブルがあり、城に乗り込んだシュレックたちだったが、チャーミング王子に捕まってしまう。シュレックはアーサーの命を助けるために、王様候補は自分だけでアーサーには資格がないと嘘を言い、これが容れられてアーサーは釈放される。しかし、アーサーは嘘とは気づかず、シュレックに利用されたと思い、傷ついて去って行った。
捕われのプリンセスたちは王妃の頭突きで牢の壁を破り、脱走。それぞれの特技（シンデレラはガラスの靴をブーメランのように投擲して攻撃、白雪姫は「移民の歌」を歌って小鳥たちを操って攻撃）を活かして城に突撃をしかける。ドンキーと長ぐつをはいたネコが、シュレックの言葉はアーサーの命を救うための嘘だと教え、アーサーも城へと向かう。城の庭では、チャーミング王子が自身が主演の劇を開き、鎖で縛ったシュレックに剣を振り下ろそうとしているところだった。ドラゴン、ピノキオたち、フィオナとプリンセスたちがシュレックを助けようとするが、逆に悪役たちに追いつめられる。その時、アーサーが現れ、悪役たちに呼びかけた。「世間から悪者だ、怪物だ、負け犬だとレッテルを貼られても、自分を信じる力さえあればなりたい自分に変われる」アーサーの言葉は悪役たちの共感を呼び、悪事をやめ、シュレックたちと和解する。それでも悪事を辞めようとしないチャーミング王子は隙を突いてシュレックに剣を突き刺すも失敗に終わり、ドラゴンによって舞台の下敷きになった。シュレックたちを救ったアーサーは自分を信じて国王になることを決心し、国民からも受け入れられた。
沼に帰ったシュレックとフィオナには三つ子の子供が生まれ、一家は幸せに暮らす事になった。

## キャスト
| 役名                       | 声優                             | 声優                      |
| 役名                       | 原語版                           | 日本語吹替版              |
| -------------------------- | -------------------------------- | ------------------------- |
| シュレック                 | マイク・マイヤーズ               | 浜田雅功 （ダウンタウン） |
| ドンキー                   | エディ・マーフィ                 | 山寺宏一                  |
| フィオナ姫                 | キャメロン・ディアス             | 藤原紀香                  |
| 長ぐつをはいたネコ         | アントニオ・バンデラス           | 竹中直人                  |
| アーサー・ペンドラゴン     | ジャスティン・ティンバーレイク   | 橘慶太                    |
| リリアン王妃               | ジュリー・アンドリュース         | 沢田敏子                  |
| ハロルド国王               | ジョン・クリーズ                 | 青野武                    |
| チャーミング王子           | ルパート・エヴェレット           | 石塚運昇                  |
| フェアリー・ゴッドマザー   | ジェニファー・ソーンダース       | さとうあい                |
| マーリン                   | エリック・アイドル               | 大木民夫                  |
| ドリス                     | ラリー・キング（ジョン・カビラ） | -                         |
| クッキーマン               | コンラッド・ヴァーノン           | 結城比呂                  |
| ピノキオ                   | コディ・キャメロン               | 飛田展男                  |
| 三匹の子豚                 | コディ・キャメロン               | 龍田直樹 松本大 稲葉実    |
| オオカミ                   | アーロン・ワーナー               | 内海賢二                  |
| スリー・ブラインド・マイス | クリストファー・ナイツ           | 高木渉                    |
| ケーキマン                 | コンラッド・ヴァーノン           | 仲野裕                    |
| 白雪姫                     | エイミー・ポーラー               | 大沢あかね                |
| シンデレラ                 | エイミー・セダリス               | 星野亜希                  |
| 眠り姫                     | チェリ・オテリ                   | 大久保佳代子 （オアシズ） |
| 髪長姫                     | マーヤ・ルドルフ                 | 光浦靖子 （オアシズ）     |
| フック船長                 | イアン・マクシェーン             | 宝亀克寿                  |
| 白雪姫の女王               | スーザン・ブレイクスリー         | 小林優子                  |
| メイベル                   | レジス・フィルビン               | 玄田哲章                  |
| サイクロプス               | マーク・バレー                   | 宗矢樹頼                  |
| パペット・マスター         | クリス・ミラー                   | 田中英樹                  |
| ランプルスティルスキン     | コンラッド・ヴァーノン           | 多田野曜平                |
| 首なし騎士                 | コンラッド・ヴァーノン           | -                         |
| ランスロット               | ジョン・クラシンスキー           | 土田大                    |
| 船長                       | セス・ローゲン                   | -                         |
| 衛兵                       | トム・ケイン                     | 伝坂勉                    |
| 老婆                       | カリ・ウォールグレン             | -                         |
| ファーガス                 | コディ・キャメロン               | -                         |

日本語吹替版ではその他にも、江川央生、坂東尚樹、後藤哲夫、小上裕通、川上とも子、伊東久美子、逢坂力、久嶋志帆、林勇、関山美沙紀が声を担当している。

## 制作
前作の成功を受けて、2004年5月、ジェフリー・カッツェンバーグは、「シュレック3、4は、他の未解決の問題を明らかにし、最終的には、第1作で出会ったシュレックが、どうしてあの沼地にいるようになったのかが判明する」と述べ、『シュレックシリーズ』の第3作、第4作、そして最後の第5作の企画が発表された。
ドリームワークスは、『ロジャー・ラビット』『ドク・ハリウッド』『グリンチ』で有名な脚本家ジェフリー・プライスとピーター・S・シーマンを脚本に雇い、『スカーレット・ヨハンソンの百点満点大作戦』を書いたジョン・ザックがコンサルタントとして参加している。前2作とは異なり、アンドリュー・アダムソンは『ナルニア国物語/第1章: ライオンと魔女』の監督を務めたため、本作の監督は務めていない。アダムソンは、その後もエグゼクティブ・プロデューサーとして参加し、およそ4か月ごとに制作の状況についてアドバイスをしていた。1作目でストーリーアーティスト、2作目でストーリー責任者を務めたクリス・ミラーが監督し、1、2作目でスーパーバイジングアニメーターを務めたラマン・ヒュイが共同監督を務めた。
本作は『Shrek 3』というワーキングタイトルで制作され、2006年3月までに『Shrek the Third』にタイトルを変更した。ミラーは、「タイトル変更の背景には、単なる続編のようなタイトルにはしたくなかったのではなく、本作を独立させ、独自の個性を与え、シュレックの人生の1章として扱えるようなものにしたかった」と語っている。
当初は2006年11月に公開予定だったが、2004年12月に2007年5月に変更された。理由としてカッツェンバーグは、「『シュレックシリーズ』の規模の大きさから、5月に公開し、年末年始にDVDを発売することが、業績の最大化と収益性の向上につながり、資産価値の向上と株主への利益還元につながるとの結論に至った」と語っている。ドリームワークス・アニメーションのもう一つの作品である『マウス・タウン ロディとリタの大冒険』は、代わりに2006年11月に公開されることとなった。この公開日変更は、ディズニー／ピクサーが『カーズ』の公開日を2005年11月から2006年6月に変更した翌日でもあった。

## 封切り

### DVDリリース
2007年11月13日にDVDとHD DVDの両方で発売された。DVDはパン＆スキャンとワイドスクリーンで別々に発売された。HD DVD版の映画と特典映像は、1.78:1ワイドスクリーン高画質1080p、ドルビーデジタルプラス5.1音声を採用し、両フォーマットの特典映像には、いくつかの削除シーン、機能、予告編、コメンタリー、ミュージックビデオ、HD DVD版のみ、特別トリビアトラック、映画ガイド、インタラクティブ塗り絵などのウェブ対応およびHDiインタラクティブフォーマット機能が含まれており、ストリートデート時点でダウンロードすることができる。
パラマウント社がHD DVDの生産を中止したため（このフォーマットでリリースされたドリームワークス・アニメーション作品は本作のみ）、その後、2008年9月16日にBlu-ray Discでリリースされた。2010年12月7日に『Shrek: The Whole Story』ボックスセットの一部としてブルーレイで再リリースされ、2011年8月30日に再び個別リリース、2011年11月1日にはベスト・バイ独占でブルーレイ3Dでリリースされた。
2014年8月30日現在、DVD販売は約1,186万3,374枚の販売で1億7670万ドルの収益を集めている。

### マーケティング
本作は大きな期待を集め、ドリームワークスは大規模なマーケティングキャンペーンを行い、2007年を通して玩具、書籍、ゲーム、衣料品など、さまざまな商品を販売した。本作をもとにしたビデオゲームは、Wii、PlayStation 2、Xbox 360、ゲームボーイアドバンス、PlayStation Portable、Microsoft Windows、ニンテンドーDSで発売されている。
2007年5月には、ゲームロフトが開発した『シュレック3』がモバイルゲーム化された。2007年11月14日、Xbox Live アーケードを通じて、本作を題材にしたアクションパズルゲーム『Shrek n' Roll』がXbox 360向けに発売された。また、本作を題材にしたピンボールマシンがシュテルン・ピンボールによって製作された。

#### 風刺的なマーケティング活動
アダルトスイムのコメディ・チームであるティム&エリックは、公開を目前にした数か月の間に目にした広告の多さに腹を立て、『シュレック3』を観てもらうために、インターネット・ビデオやテレビ、ラジオへの出演を独自に「宣伝」することに決めた。

### 論争
冒頭、チャーミング王子のディナーシアターで、ココナッツが馬の蹄鉄の効果音の元であることが明かされる。このジョークは、ジョン・クリーズやエリック・アイドルが出演した『モンティ・パイソン・アンド・ホーリー・グレイル』でも使われたものである。アイドルはプレミアから退場し、このギャグの無断使用で『シュレック』のプロデューサーを訴えることを検討していると主張し、プロデューサーはこの役を入れることでアイドルとクリーズに敬意を表していると主張した。
保守的なブログ「イリノイ・レビュー」は、ドリスが登場するのは、子供や親がトランスジェンダーに対して鈍感になるためだと批判している。

### 地上波放送
- 金曜ロードショー（2010年12月10日、日本テレビ） - 『シュレック フォーエバー』の公開を記念して地上波初放送された。

## 作品の評価

### 興行収入
2007年5月18日に北米4,122館で公開され、初日の興行収入は3,800万ドルとなり、当時のアニメーション映画としては最大のオープニング興行収入となった。初週末に1億2,160万ドルの総興行収入を記録し、アニメーション映画としては史上最高のオープニング週末となり、アメリカとカナダでは2007年の映画としては2番目に高いオープニングとなった。『ファインディング・ドリー』の1億3,510万ドルのデビュー作に抜かれるまで、週末アニメーションのオープニング記録を9年間保持した。当時、この地域の歴代3位のオープニング成績を記録した。
アメリカで3億2,270万ドル、海外で4億9,070万ドルを記録し、累計8億1340万ドルを記録した。また、2007年の世界興行収入第4位、アメリカとカナダでは同年の興行収入第2位を記録した。加えて、2007年のアニメーション映画としては最高の興行収入を記録し、史上3位の興行収入を記録した。最終的に北米で推定4,690万7,000枚のチケットを販売した。
2007年6月29日にイギリスで公開され、その後の2週間の週末興行収入でトップに立ったが、『ハリー・ポッターと不死鳥の騎士団』に追い抜かれた。

### 映画批評家によるレビュー
Rotten Tomatoesでは、213件のレビューに基づき41％の支持を得ており、平均評価は5.50/10となった。このサイトの批評では、「シュレック3作目にはポップカルチャーへの批判が多いが、最初の2作を名作にした心、魅力などは犠牲になっている」と書かれている。Metacriticでは、35人の批評家による加重平均スコアが100点満点中58点となり、「評価はまちまちまたは平均的」であることが示された。CinemaScoreによる観客の投票では、A+からFまでの尺度で平均「B+」となり、前2作の「A」から一段階後退した。
本作のターゲット層について、一部の批評家は困惑していた。『ロサンゼルス・タイムズ』のカリーナ・チョカノは、キャリアや子育ての悩み、セレブのライフスタイル、そしてユーモアをテーマにした作品が、子どもたちの心をつかむと感じたようで、「子供向けの映画に、フーターズのジョークが必要なのだろうか？私なら、それを説明する必要はないだろう」と書いた。それでも、ある場面では面白いと感じており、「シュレックの子作りにまつわる不安な夢は素晴らしくシュールだし、ハロルド王の死に際のシーンは、ニヤニヤしながら誤報を発する、子供向けのコメディとして最高だ」と書いた。『ニューズウィーク』のデビッド・アンセンは、「本作は、私の心に触れることも、肌に触れることもなかった。子供向け映画でありながら、子供向け映画になりたくないという、自分自身との戦いの映画なのだ」と書いている。
『ガーディアン』のピーター・ブラッドショーは5つ星のうち2つを与え、「ひどくはなかったが、当たり障りのない、樽を削ったような平均的な映画だ。新しいアイデアもなければ、とても面白い新キャラクターもいない」と書いた。彼は新キャラクターであるマーリンを「率直に言って面白くない新キャラクター」と呼び、「『ハリー・ポッターシリーズ』のアルバス・ダンブルドアのパクリ」だと考えていると書いた。『タイムズ』は5点満点中2点と評した。
『ニューヨーク・タイムズ』のA・O・スコットは、「（前作よりも）エネルギッシュでありながらリラックスしており、自分の賢さを証明しようと必死でなく、それゆえある程度はスマートである」と評した。

### 受賞歴
| 賞                             | カテゴリー                           | 受賞者                                                                      | 結果       |
| ------------------------------ | ------------------------------------ | --------------------------------------------------------------------------- | ---------- |
| 第35回アニー賞                 | 長編作品監督賞                       | クリス・ミラー ラマン・ヒュイ                                               | ノミネート |
| 英国アカデミー賞               | アニメ映画賞                         | クリス・ミラー                                                              | ノミネート |
| ゴールデン・リール賞           | 長編作品音響編集賞アニメーション部門 |                                                                             | ノミネート |
| キッズ・チョイス・アワード     | 長編アニメ映画賞                     |                                                                             | ノミネート |
| キッズ・チョイス・アワード     | アニメ声優賞                         | キャメロン・ディアス                                                        | ノミネート |
| キッズ・チョイス・アワード     | アニメ声優賞                         | エディ・マーフィ                                                            | 受賞       |
| キッズ・チョイス・アワード     | アニメ声優賞                         | マイク・マイヤーズ                                                          | ノミネート |
| ピープルズ・チョイス・アワード | ファミリー映画賞                     |                                                                             | 受賞       |
| 視覚効果協会賞                 | アニメーション効果賞                 | マット・ベアー グレッグ・ハート クシシュトフ・ロスト アンソニー・フィールド | ノミネート |
| 視覚効果協会賞                 | キャラクター演技賞                   | ジョン・クリーズ ギョーム・アレトス ティム・チャン ショーン・マホーニー     | ノミネート |